# CEP152
CEP152‏ (Centrosomal protein 152) هوَ بروتين يُشَفر بواسطة جين CEP152 في الإنسان.